# Geometry Dash
Geometry Dash is een spel gebaseerd op The Impossible Game gemaakt door de Zweedse game-ontwikkelaar Robert "Robtop" Topala. Hij wou het origineel Geometry Jump noemen, maar toen hij het in 13 augustus 2013 op Google Play wou uitbrengen voor de smartphone, had Google geadviseerd om de naam aan te veranderen naar de titel Geometry Dash. Op 22 december 2014 kwam het spel ook op Steam uit.

## Spel
Het doel van het spel is om het einde van het level te bereiken. De speler bestuurt verschillende voertuigen met elk hun eigen eigenschappen. Door op smartphone op het scherm te drukken of op computer op de muis, pijltje omhoog of op spatie te drukken, reageert het voertuig door bijvoorbeeld omhoog te springen of te vliegen (dit hangt af van het type voertuig). Hiermee moet de speler bepaalde obstakels ontwijken om het level te voltooien. Elk level heeft zijn eigen achtergrondmuziek die typerend is voor de bijbehorende gameplay. Er zijn verschillende moeilijkheden: Auto, Easy, Normal, Hard, Harder, Insane en Demon. Er zijn ook verschillende moeilijkheden onder Demon, dit zijn: Easy Demon, Medium Demon, Hard Demon, Insane Demon en Extreme Demon. Deze "Demon moeilijkheden" zijn toegevoegd in Geometry Dash 2.1.
De levels zijn:
1. Stereo Madness (Easy)
2. Back on Track (Easy)
3. Polargeist (Normal)
4. Dry Out (Normal)
5. Base after Base (Hard)
6. Cant let go (Hard)
7. Jumper (Harder)
8. Time Machine (Harder)
9. Cycles (Harder)
10. Xstep (Insane)
11. Clutterfunk (Insane)
12. Theory of Everything (Insane)
13. Electroman Adventures (Insane)
14. Clubstep (Demon)(10 geheime munten om te ontgrendelen)
15. Electrodynamix (Insane)
16. Hexagon Force (Insane)
17. Blast Processing (Harder)
18. Theory of Everything 2 (Demon)(20 geheime munten om te ontgrendelen)
19. Geometrical Dominator (Harder)
20. Deadlocked (Demon)(30 geheime munten om te ontgrendelen)
21. Fingerdash (Insane)
22. Dash (Insane)
23. The tower (platformer)

Naast deze zijn er ook online levels, die door spelers gemaakt zijn via de "editor". Op het moment van schrijven (05-02-24) zijn het er meer dan 100 miljoen.

## Belangrijke gameplay
Er zijn 8 verschillende "portals", die de gedaante van de speler veranderen wanneer ze er in een level doorgaan. Elk van die gedaanten heeft andere eigenschappen.
- Cube (groen portaal): Dit is de standaard gedaante. In deze gedaante kan de speler klikken om de icon te laten springen.
- Ship (roze portaal): In deze gedaante kan de speler de muis/het scherm ingedrukt houden om omhoog te gaan, of loslaten om omlaag te gaan.
- Ball (rood portaal): In deze gedaante kan de speler klikken om de zwaartekracht te veranderen.
- UFO (oranje portaal): In deze gedaante kan de speler klikken om te springen zonder de grond te moeten raken.
- Wave (blauw portaal): In deze gedaante kan de speler de muis/het scherm ingedrukt houden om diagonaal omhoog te gaan, of loslaten om diagonaal omlaag te gaan.
- Robot (grijs portaal): In deze gedaante kan de speler langer klikken om hoger omhoog te gaan of korter klikken om lager omhoog te gaan.
- Spider (paars portaal): In deze gedaante kan de speler klikken om direct de zwaartekracht te veranderen.
- Swing (geel portaal): In deze gedaante kan de speler klikken om de zwaartekracht de veranderen zonder de grond hoeven aan te raken.

Er zijn ook andere portals:
- Gravity portals (geel portaal): Deze veranderen de zwaartekracht.
- Mirror portals (oranje portaal): Deze spiegelen het scherm zodat de speler van rechts naar links gaat.
- Mini portals (roze portaal): Deze zorgen ervoor dat de speler kleiner wordt, waarmee de hitboxes verkleinen en ook de werking van de gedaantes iets veranderen.
  - Cube/UFO/Robot: Deze springen lager.
  - Ship: Deze is gevoeliger.
  - Ball/Swing: De zwaartekracht is 2x zo sterk.
  - Wave: Deze gaat veel scherper omhoog of omlaag.
  - Spider: Niets verandert.
- Teleport-portals (oranje en blauw): Deze teleporteren de speler naar een andere teleport-portal.

Pads en rings/orbs lijken erg op elkaar, als je een pad aanraakt activeert deze meteen, een ring, of in de community vaak orb genoemd, moet je op klikken las je hem aanraakt.
- Jump (diverse kleuren): Je wordt gelanceerd als je erop komt.
- Gravity (blauw): Je Zwaartekracht draait om.
- Spider (paars): Je wordt meteen omgedraaid.

Er zijn ook orbs die geen pad hebben:
- Green orb (Groen): Draait je zwaartekracht om, maar met een bocht.
- Black orb (zwart): annuleert je val, je gaat snel naar beneden.
- Dash orb (groen): Houd ingedrukt en dan vlieg je recht vooruit.
- Dash orb (paars): hetzelfde als de groene dash orb, maar dan draait deze ook je zwaartekracht om.
- Toggle (grijs): kan een trigger activeren als er op geclickt wordt.
- Teleport (grijs): teleporteert een speler naar een specifieke groep objecten, wordt willekeurig gekozen als er meerdere objecten zijn.

## Beoordelingen van online levels
Wanneer een online level van hoge kwaliteit is en de game developer ziet het, kan hij het een beoordeling geven.
Er zijn vijf vormen beoordelingen:
1. Awarded
2. Featured
3. Epic
4. Legendary
5. Mythic

Mythic is de beste beoordeling. Er zitten een aantal moderators in de game die een level dat ze goed genoeg vinden naar de developer kunnen sturen. De moderator kan een suggestie doen over de moeilijkheid en beoordeling, maar de developer beslist of het level inderdaad goed genoeg is om een beoordeling te krijgen, welke moeilijkheid het zal krijgen en welke beoordeling erbij hoort.
Een beoordeling zorgt ervoor dat de persoon die het level heeft gemaakt "Creator Points" krijgt en mensen die het level gehaald hebben sterren krijgen. Ook kan een speler zo sneller goede levels vinden in de game.

## Geheime munten
Er zijn 2 soorten geheime munten(eigenlijk 3 maar de 3 de telt niet echt)
De munten krijg je door moeilijker/geheime wegen te nemen in levels
1. Gouden munten: deze heb je nodig om moeilijke normale levels te ontgrendelen
2. zilveren munten: deze krijg je in online level die Awarded of hoger zijn
3. Bronze munten: deze munten worden de zilveren als ze Awarded worden

## De updates
- 1.0 toen de game net uitkwam. er waren toen twee gamemodes: ship en cube, de levels waren 1 t/m 7.
- 1.1 een nieuw main level genaamd time machine, en een nieuwe portal de mirror portal.
- 1.2 een nieuwe game mode: de ball, en een nieuw levels: cycles.
- 1.3 nieuwe decoratie spullen, gravity pads en orbs, en het level xstep.
- 1.4 minimode en sawblades, level gernaamd clutterfunk.
- 1.5 nieuwe gamemode: UFO. meer decoratie, en het level theory of everything (vaak afgekort tot ToE).
- 1.6 super veel nieuwe decoratie spullen, nieuwe blokken, nieuwe spikes, nieuwe sawblades. Ook het level electroman adventures en de demon Clubstep.
- 1.7 speedportals en Electrodynamix.
- 1.8 slopes, dual portal en custom song op newgrounds en het level Hexagon force.
- 1.9 nieuwe gamemode: wave, wat ook toegepast is in het nieuwe level Blast processing en nieuwe blokken om mee te bouwen, ook hert demon level Theory of everything 2 (soms afgekort tot ToE2).
- 2.0 je kan nu dingen laten bewegen met de move trigger. nieuwe gamemode: robot, het level geometrical dominator is toegevoegd net als het level deadlocked.
- 2.1 nieuwe gamemode: spider. dash orbs/rings, super veel decoratie, het nieuwe level heet fingerdash.
- 2.2 nieuwe game mode: swing. platformermode. keyframe system, de tower met 4 platformer mainlevels, legendary en mythic ratings en nog veel meer. deze update kosten bijna 7 jaar om te maken, het level is dash.
- 2.21 komt nog later uit, er is bekent dat het versus mode bevat, net als the map en events. Het nieuwe level gaat Explorers heten.

## De Demonlist
De Demonlist is een groot onderwerp in de community van Geometry Dash. Het is gemaakt door de community zelf. Mensen kunnen er op zien wat de 150 moeilijkste beoordeelde levels in de game zijn. Een level moet door een speler gehaald zijn om op de Demonlist te mogen staan. Vaak worden de moeilijkste levels in de game sneller beoordeeld, omdat de speler die het level heeft gehaald er extreem veel tijd (soms wel jaren) en moeite heeft ingestopt. Op dit moment is het level "Amethyst" nummer 1 (25-04-2024).